# Silberblick (Malerei)
Für andere Bedeutungen siehe: Silberblick

Mona Lisa

In der Kunst wird der Ausdruck Silberblick für eine Maltechnik verwendet, die bei der Abbildung von Personen in Frontalansicht oder Dreiviertelprofil angewendet wird. Dabei wird die Augenstellung (bzw. die Position der Iris beider Augen) nicht exakt symmetrisch dargestellt, sondern leicht zur Mitte hin verschoben. Die Wirkung dieser Technik ist, dass dem Betrachter das Gefühl vermittelt wird, die dargestellte Person blicke ihn direkt an und würde ihm bei Bewegung sogar mit dem Blick folgen. Eines der ersten Werke, bei denen diese Technik angewendet wurde, ist die Mona Lisa von Leonardo da Vinci.
Die Erfindung des Silberblicks kann in der westlichen Malerei in der Hochrenaissance, Ende 15. bis Anfang 16. Jahrhundert festgestellt werden. Figuren in älteren Abbildungen starren unnatürlich oder blicken durch den Betrachter in die Ferne, je nach Fähigkeiten des Malers. Das ist in der bäuerlichen Malerei noch bis ins 19. Jahrhundert festzustellen und bis heute nicht ausgestorben. Seit der Verbreitung der Fotografie ab etwa 1850 ist man allgemein gewohnt, dass Abbildungen den Effekt zeigen, weil die fotografierten Personen oft auf die Linse blicken. Dadurch fällt es erst auf, wenn der Silberblick nicht vorhanden ist, so beispielsweise bei oben erwähnter vorneuzeitlicher Malerei, Kinderzeichnungen und naiver Kunst.
Dass die Rezeption des Silberblicks von den Sehgewohnheiten abhängig ist, zeigen auch japanische Holzschnitte der Edo-Zeit, die zwar auch diese Technik verwenden, aber für den westlichen Betrachter oft übermäßig schielen.